# KTSV Eupen
Königlicher Turn- und Sportverein Eupen 1889 VOG, kortuit KTSV Eupen, is een Belgische handbalclub uit Eupen in de provincie Luik in de Duitstalige Gemeenschap van België.

## Heren
De club werd opgericht in 1889. Bij de herenkant van KTSV Eupen is de ongetwijfelde beste prestatie de finale in de Belgische beker in 1995 tegen HC Herstal-Liège. De finale werd verloren, maar de ploeg mocht wel het opvolgende jaar meedoen aan de City Cup. Daar werd het al in de eerste ronde uitgeschakeld door HC Schrack Wien.
In 2019 kwam David Polfliet als doelman/assistent-trainer naar de club toe, een jaar later werd hoofdcoach van het herenteam, geassisteerd door de Nederlander Martin Vlijm. Tevens in 2020, kwam de Nederlander Mark Leckebusch over van Initia Hasselt.

## Europees handbal
| Seizoen | League | Ronde       | Thuisteam       | Stand 1 | Totaal  | Stand 2 | Uit team        |
| ------- | ------ | ----------- | --------------- | ------- | ------- | ------- | --------------- |
| 1995/96 | CC     | 1/16 finale | KTSV 1889 Eupen | 30 - 26 | 51 - 53 | 21 - 27 | HC Schrack Wien |

## Bekende (ex-)spelers
- Bartosz Kedziora
- Damian Kedziora
- Mariusz Kedziora
- Mark Leckebusch
- David Polfliet
- Robert Gilles